# Zaitzevia thermae
Zaitzevia thermae là một loài bọ cánh cứng trong họ Elmidae. Loài này được Hatch miêu tả khoa học năm 1938.